# Belly-Cresus Ganira
Belly-Cresus Ganira (født 2003) er en burundisk svømmer.
I 2021 repræsenterede han sit land i 100 meter fri ved sommer-OL 2020 i Tokyo og kom på en bundet 64. plads med en tid på 54,23 i de indledende heats, og han kunne ikke kvalificere sig til semifinalen.
Han repræsenterede sit land ved sommer-OL 2024 i Paris i 50 meter fri , hvor han kom på en 46. plads i det indledende heat og blev elimineret.